# Systropus mars
Systropus mars är en tvåvingeart som beskrevs av Charles Howard Curran 1942. Systropus mars ingår i släktet Systropus och familjen svävflugor. Inga underarter finns listade i Catalogue of Life.